# 痘姆乡
痘姆乡，是中华人民共和国安徽省安庆市潜山市下辖的一个乡镇级行政单位。

## 行政区划
痘姆乡下辖以下地区：
红星村、求知村、吴塘村、仙驾村、鞔鼓村和孙榜村。